# Pseudofumaria lutea
Pseudofumaria lutea là một loài thực vật có hoa trong họ Anh túc. Loài này được (L.) Borkh. miêu tả khoa học đầu tiên năm 1797.

## Hình ảnh

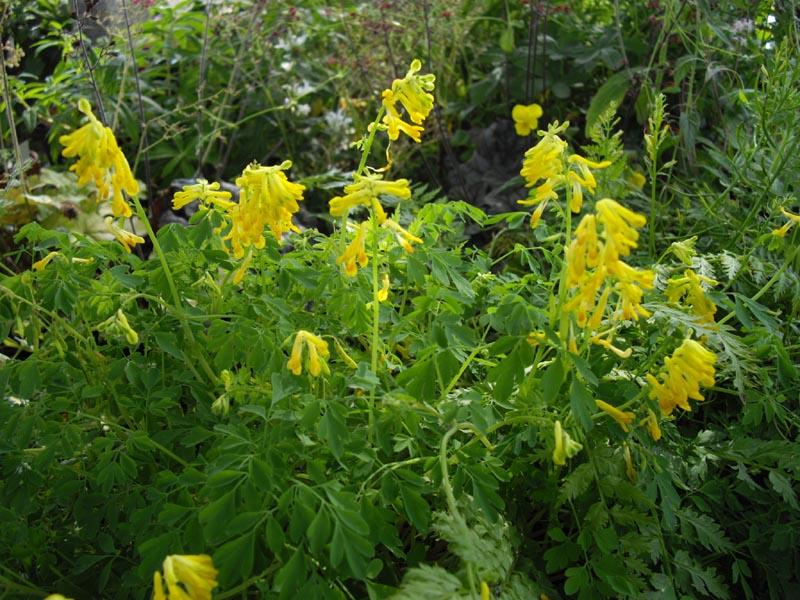
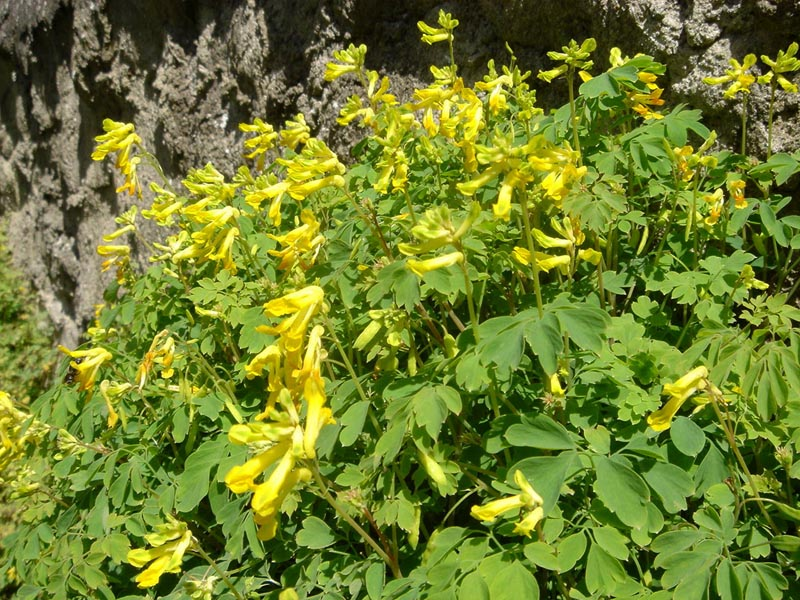
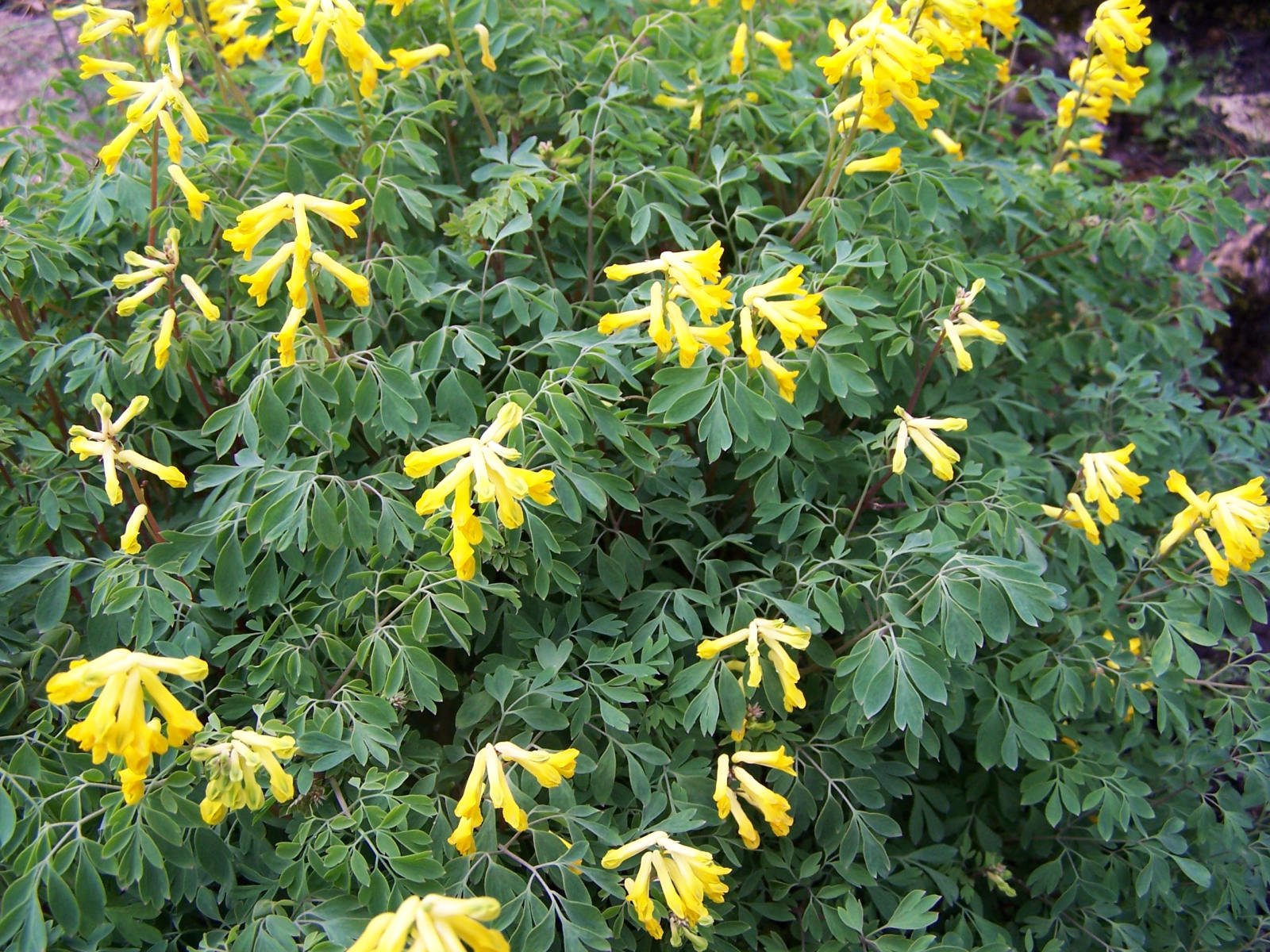
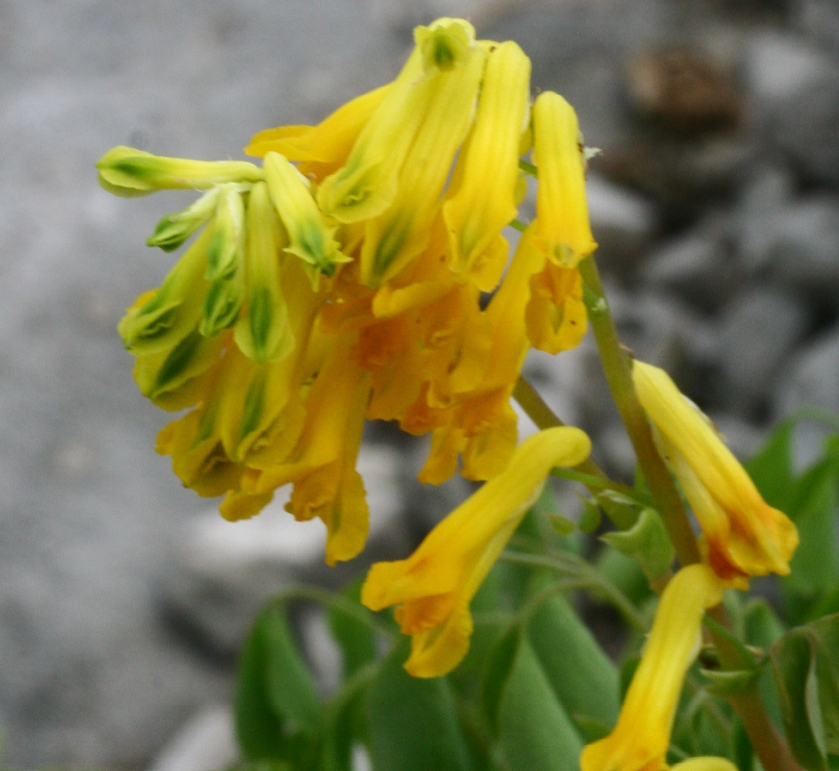